# Єврейське кладовище (Яришів)
Єврейське кладовище в селі Яришів —єврейський цвинтар (кіркут).
Розташований у селі Яришів (Вінницька область)
Цвинтар, ймовірно, виник у XVIII ст. Поховання на кладовищі продовжувалися і у 1940-1950-х рр. Тому поряд зі старовинними надробками є і надгробки 1 половини ХХ століття. 

## Світлини

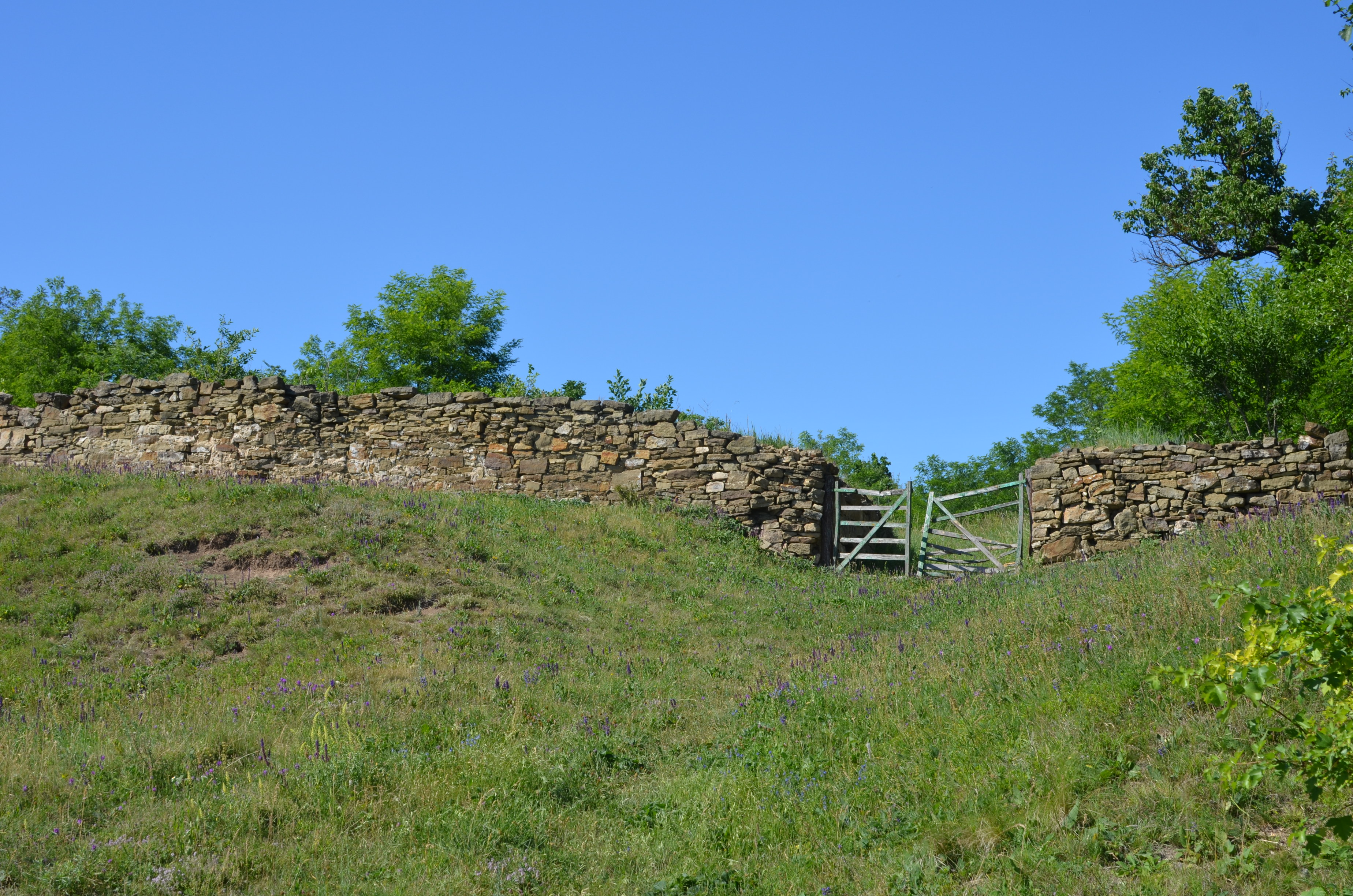
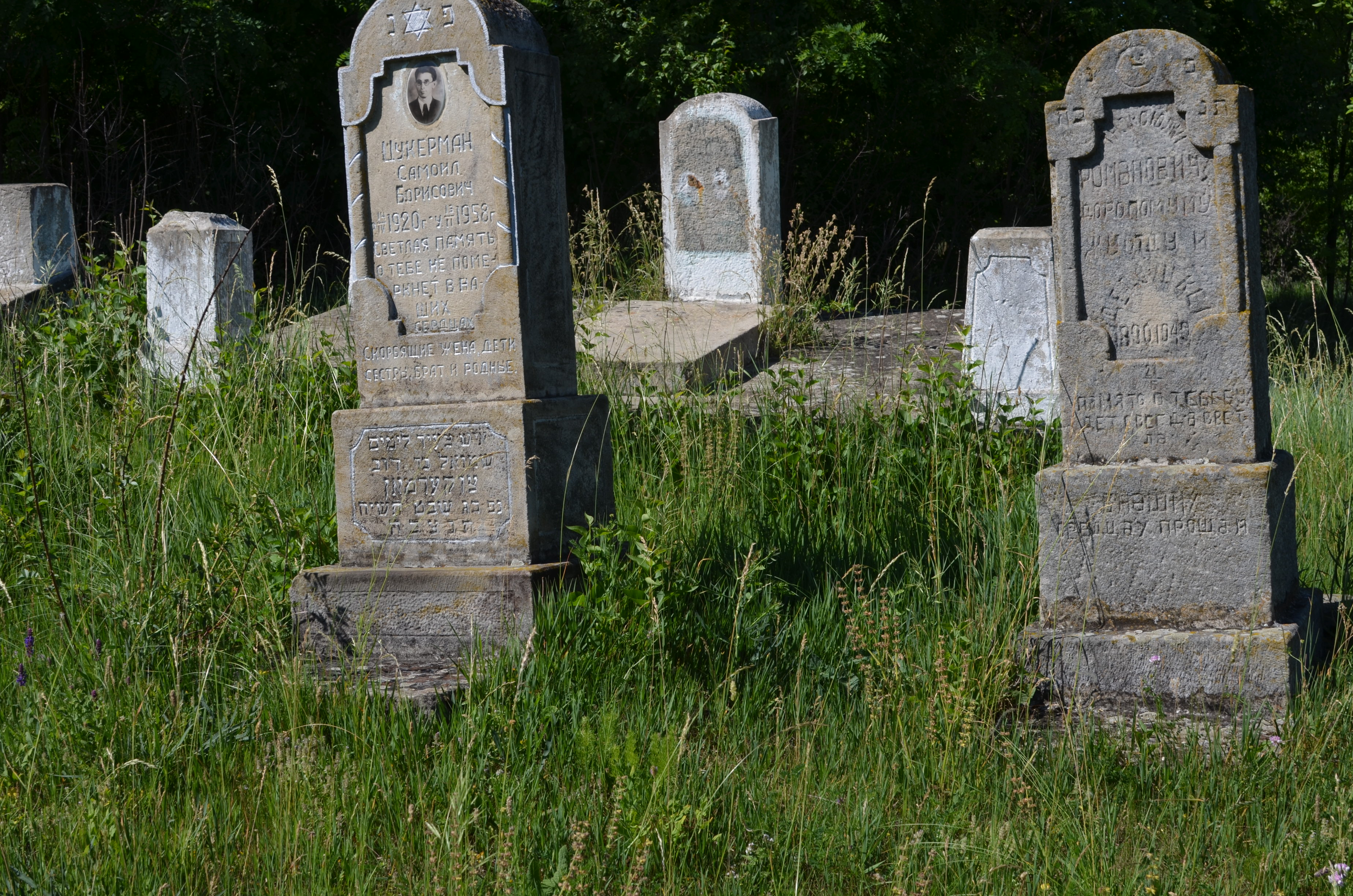
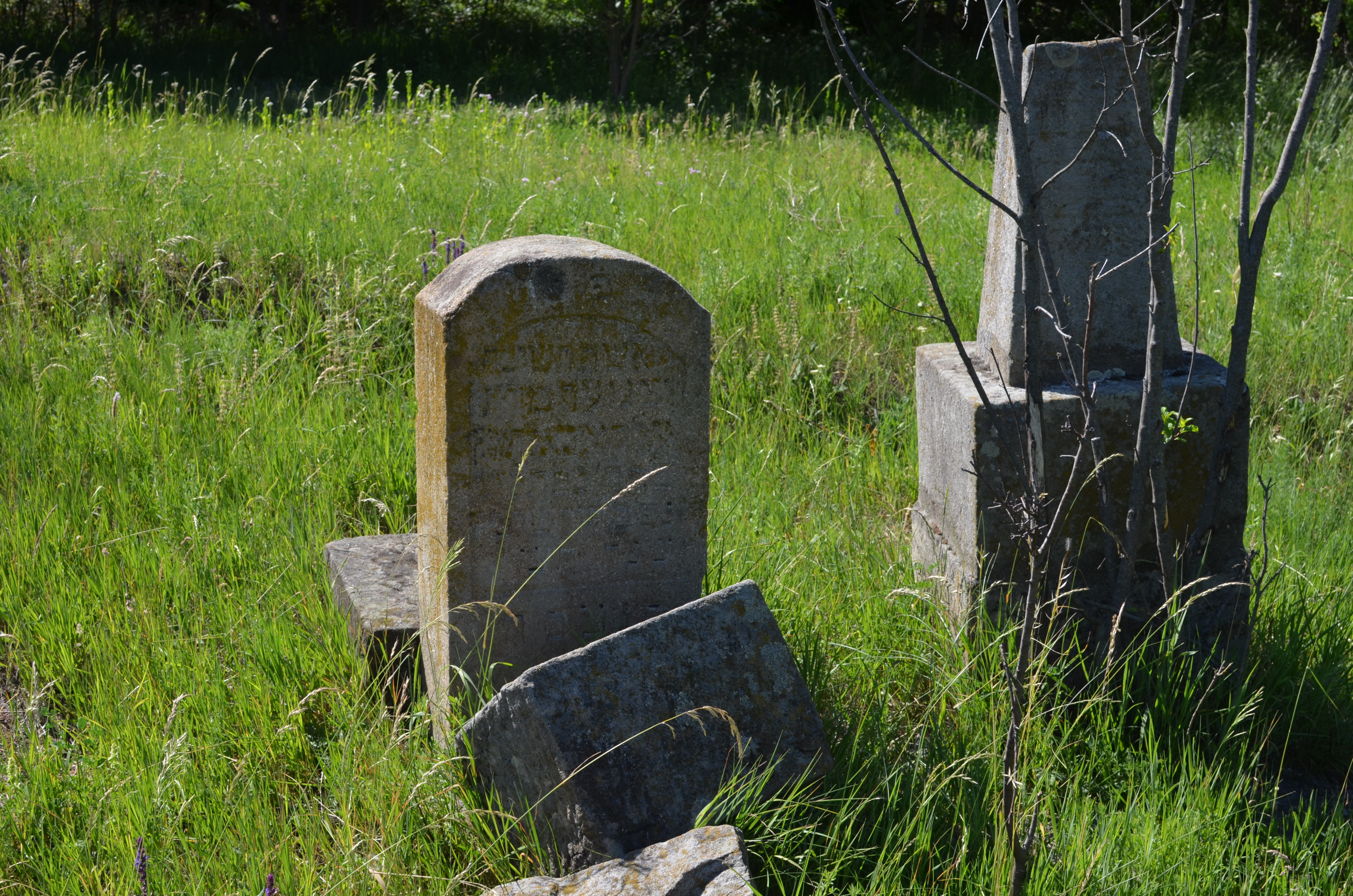
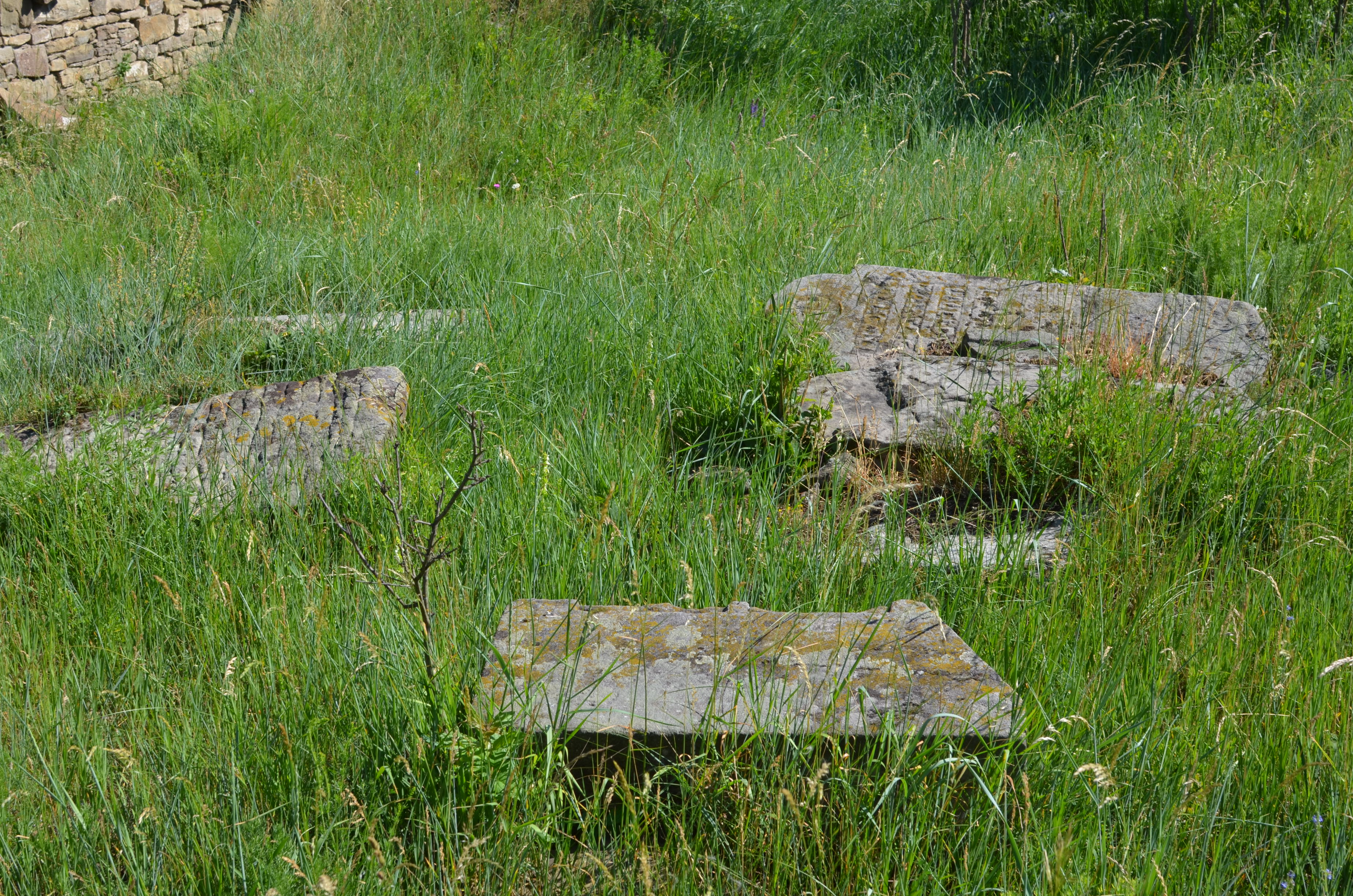